# Castana
Castana (Castäna in dialetto oltrepadano) è un comune italiano di 702 abitanti della provincia di Pavia in Lombardia. Si trova sulle colline dell'Oltrepò Pavese, tra le valli Versa e Scuropasso.

## Storia
Il paese di Castana è citato per la prima volta nel 974 assieme al castello di Castana, in una permuta di beni del Monastero di San Pietro in Ciel d'Oro di Pavia situati fuori dal castello e nel fondo di Castana; tuttavia la località non doveva avere grande importanza, non essendo citata nel diploma del 1164 con cui Federico I poneva il territorio sotto la giurisdizione di Pavia (il diploma cita invece il vicino Montescano). Nel 1250 appare comunque nell'elenco delle terre pavesi. Fece parte del feudo di Broni, di spettanza dei Beccaria fino al 1531 quando Castana (con la frazione Martinasca, che allora era un comune a sé) fece parte delle terre componenti metà circa del feudo di Broni che furono confiscate ai Beccaria e assegnate ai Visconti Scaramuzza. Successivamente (1531) passò ai Borromeo, e da essi nel 1740 ai Pallavicino-Trivulzio. I feudatari erano anche i maggiori proprietari terrieri nel comune. Il feudalesimo a Castana ebbe termine probabilmente un po' prima dell'abolizione definitiva (1797).
Nel XVIII secolo Martinasca, già comune autonomo, fu aggregato a Castana, il cui comune si chiamò per qualche tempo Castana con Martinasca.

### Simboli
Lo stemma e il gonfalone del Comune sono stati concessi con decreto del presidente della Repubblica del 18 aprile 2006.
(D.P.R. del 18 aprile 2006)
Il gonfalone è un drappo di giallo con la bordatura di azzurro.

## Monumenti e luoghi di interesse
- Castello di Castana

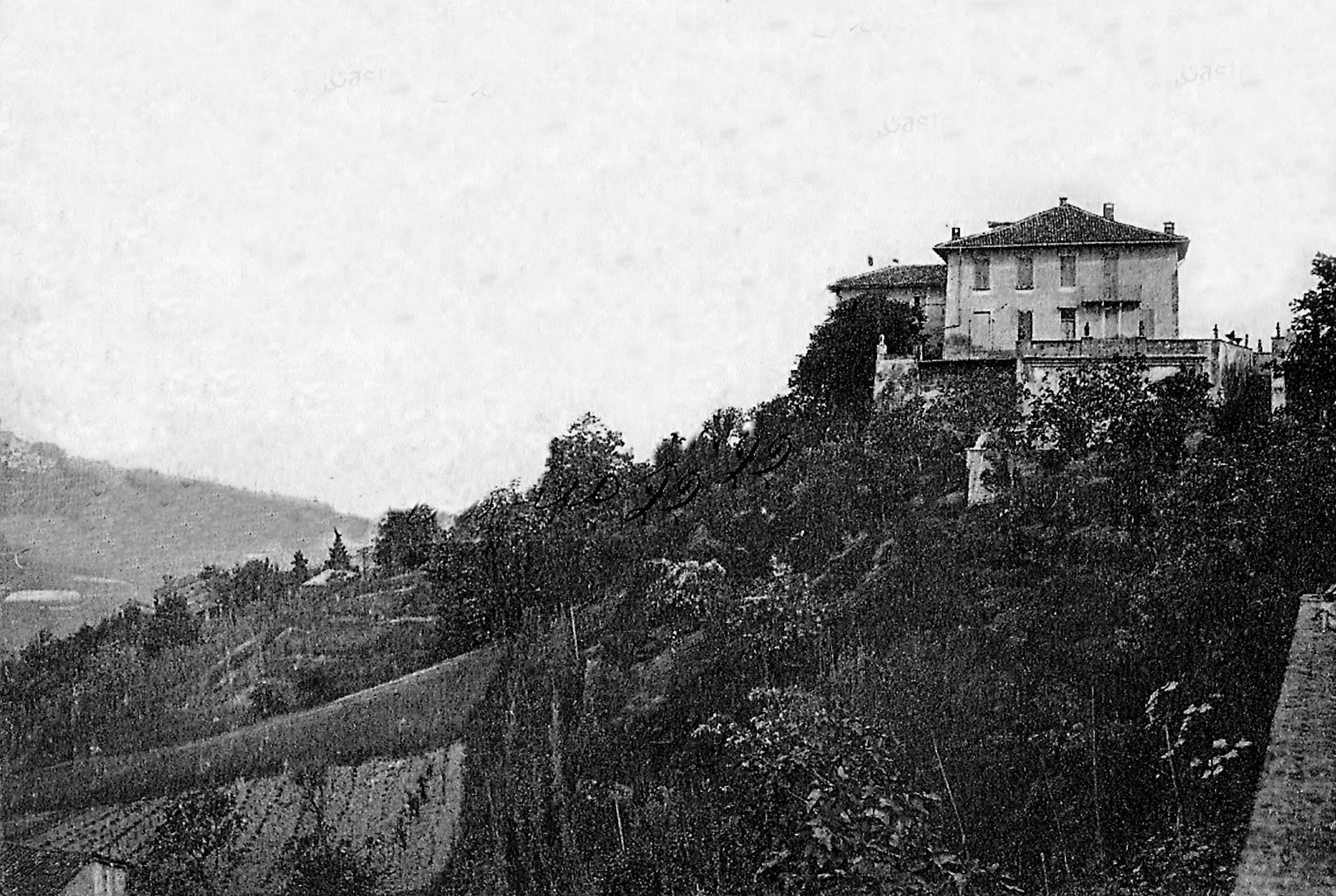
Il castello in una foto novecentesca

Il castello, di proprietà privata, è stato completamente ristrutturato e restaurato tra il 2004 ed il 2006, e non è visitabile.

## Società

### Evoluzione demografica
Abitanti censiti

## Amministrazione

### Comunità montane
Fino al 2009 faceva parte della fascia bassa della Comunità montana Oltrepò Pavese.